# Clathrina chrysea
Clathrina chrysea är en svampdjursart som beskrevs av Borojevic och Klautau 2000. Clathrina chrysea ingår i släktet Clathrina och familjen Clathrinidae.
Artens utbredningsområde är havet kring Nya Kaledonien. Inga underarter finns listade i Catalogue of Life.